# Berwyn Township (Illinois)
Berwyn Township est un township du comté de Cook dans l'Illinois, aux États-Unis,. 